# Whitbread Round the World Race de 1997-98
A Whitbread Round the World Race de 1997-98 foi a 7° edição da regata de volta ao mundo da Volvo Ocean Race, a última patrocinada pela empresa britânica Whitbread Group PLC. Iniciada em Southampton, Inglaterra, e com término em 1998, no Porto de Southampton. A regata teve a vitória da embarcação sueca EF Language, capitaneada por Paul Cayard.

## Modelos
Os modelos de embarcação nesta edição foram, o Volvo Ocean 60, diferentemente da regata anterior que possuía classes.
Calendário e Vencedores:
| Regata | Começo                        | Final                         | Vencedor da Regata | Capitão               |
| ------ | ----------------------------- | ----------------------------- | ------------------ | --------------------- |
| 1      | Southampton, Inglaterra       | Cidade do Cabo, África do Sul | EF Language        | Paul Cayard           |
| 2      | Cidade do Cabo, África do Sul | Fremantle, Austrália          | Swedish Match      | Gunnar Krantz         |
| 3      | Fremantle                     | Sydney, Austrália             | EF Language        | Paul Cayard (EUA)     |
| 4      | Sydney, Austrália             | Auckland, Nova Zelândia       | Merit Cup          | Grant Dalton (NZ)     |
| 5      | Auckland, Nova Zelândia       | São Sebastião, Brasil         | EF Language        | Paul Cayard           |
| 6      | São Sebastião, Brasil         | Fort Lauderdale, Flórida      | Silk Cut           | Lawrie Smith (GB)     |
| 7      | Fort Lauderdale, Flórida      | Baltimore, Maryland           | Brunel Sunergy     | Roy Heiner (NL)       |
| 8      | Annapolis, Maryland           | La Rochelle, França           | Toshiba            | Paul Standbridge (NZ) |
| 9      | La Rochelle, França           | Southampton, Inglaterra       | Merit Cup          | Grant Dalton (NZ)     |

## Resultados
| Posição | Barco               | Capitão                          | País           | I   | II    | III   | IV    | V      | VI    | VII    | VIII  | IX    | Total |
| ------- | ------------------- | -------------------------------- | -------------- | --- | ----- | ----- | ----- | ------ | ----- | ------ | ----- | ----- | ----- |
| 1       | EF Language         | Paul Cayard                      | Suécia         | 125 | 72    | 105   | 70    | 135    | 101   | 81     | 55    | 92    | 836   |
| 2       | Merit Cup           | Grant Dalton                     | Mónaco         | 110 | 48    | 70    | 105   | 78     | 66    | 50     | 66    | 105   | 698   |
| 3       | Swedish Match       | Gunnar Krantz                    | Suécia         | 36  | 125   | 92    | 60    | 91     | 89    | 92     | 44    | 60    | 689   |
| 4       | Innovation Kvaerner | Knut Frostad                     | Noruega        | 97  | 110   | 60    | 40    | 65     | 77    | 70     | 33    | 81    | 633   |
| 5       | Silk Cut            | Lawrie Smith                     | Reino Unido    | 84  | 84    | 40    | 50    | 26 DNF | 115   | 60     | 101   | 70    | 630   |
| 6       | Chessie Racing      | George Collins & John Kostecki   | Estados Unidos | 72  | 60    | 81    | 81    | 105    | 55    | 40     | 89    | 30    | 613   |
| 7       | Toshiba             | Dennis Conner & Paul Standbridge | Estados Unidos | 60  | 97    | 50    | 92    | 0 DSQ  | 44    | 20 PEN | 115   | 50    | 528   |
| 8       | Brunel Sunergy      | Hans Bouscholte & Roy Heiner     | Países Baixos  | 12  | 24    | 30    | 30    | 119    | 33    | 105    | 22    | 40    | 415   |
| 9       | EF Education        | Christine Guillou                | Suécia         | 24  | 36    | 20    | 20    | 26 DNF | 22    | 30     | 77    | 20    | 275   |
| 10      | America's Challenge | Ross Field                       | Estados Unidos | 48  | 0 DNS | 0 DNS | 0 DNS | 0 DNS  | 0 DNS | 0 DNS  | 0 DNS | 0 DNS | 48    |

Nota: O America's Challenge desistiu devido a motivos financeiros.